# Bev Bevan
Bev Bevan (* jako Beverley Bevan, 24. listopadu 1944 Birmingham) je anglický rockový hudebník, který byl bubeník a jeden z původních členů The Move a Electric Light Orchestra (ELO). Po skončení ELO v roce 1986, založil ELO Part II. Bevan také hrál na bicí ve skupině Black Sabbath v letech 1983–1984 a nahrál s nimi album The Eternal Idol z roku 1987.